# Tismoo
A Tismoo é uma startup de biotecnologia, a primeira do mundo de medicina personalizada voltada ao autismo e síndromes relacionadas. É uma empresa brasileira, criada em abril de 2016, com sede em São Paulo e dois escritórios nos Estados Unidos, em San Diego (Califórnia) e em Miami (Flórida). A startup faz análises em genes de crianças com Transtorno do Espectro do Autismo (TEA) e síndromes relacionadas para identificar o tratamento mais adequado, tem como um de seus cofundadores o neurocientista brasileiro Alysson Muotri, professor da Universidade da Califórnia em San Diego (EUA), conhecido por avançadas pesquisas na área, tendo, em novembro de 2010, curado pela primeira vez na história um neurônio autista em laboratório e foi capa da renomada revista científica Cell.
A startup é o primeiro laboratório no mundo exclusivamente dedicado a análises genéticas com foco em perspectivas terapêuticas personalizadas para o autismo e outros transtornos neurológicos de origem genética, tais como Síndrome de Rett, Síndrome de Timothy, Síndrome do X Frágil, Síndrome de Angelman, CDKL5, Síndrome de Phelan-McDermid, entre outros. A ideia dos cientistas da Tismoo é utilizar os exames genéticos como ferramenta de diagnóstico e permitir que técnicas e estudos de ponta realizados nas universidades possam ser colocados em prática para o benefício das pessoas que estão no espectro do autismo e de suas famílias.
Para o nascimento da startup, foram necessários dois anos de planejamento e investimento retirado do bolso dos próprios sócios. Seis meses depois do lançamento, a Tismoo já havia realizado cerca de 50 análises completas do genoma de pacientes.
No fim de 2015, na Universidade da Califórnia em San Diego, Muotri desenvolveu a técnica de criação de minicérebros, miniaturas tridimensionais de cérebros vivos — do tamanho de uma ervilha, como o cérebro de um feto — que simulam o desenvolvimento do cérebro humano a partir de células-tronco do paciente, usando técnica de  células-tronco pluripotentes induzidas (criada pelo prêmio Nobel Shinya Yamanaka). A Tismoo planeja usar esta técnica dos minicérebros em busca de melhores tratamentos e o entendimento genético do autismo.

## Histórico
Em maio de 2016, a Tismoo foi a primeira startup a publicar um trabalho na Nature, tendo sua pesquisa reconhecida em uma das revistas científicas mais respeitadas do mundo. O trabalho é sobre o Zika vírus e sua relação com o alto índice de microcefalia no Brasil. Por meio de sua tecnologia de minicérebros, a startup brasileira ajudou a demonstrar a relação entre a versão brasileira do vírus e como ele atua causando malformação do córtex e levando a essa condição neurológica.
Em abril de 2018, a Tismoo lançou, em parceria com a Universidade de São Paulo (USP) e a Universidade da Califórnia em San Diego (UCSD), o projeto 1.000 Genomas Brasileiros. O objetivo principal desta iniciativa é criar a maior base de dados genômicos de autistas brasileiros, a fim de ajudar a entender melhor o perfil genético do transtorno no Brasil, além de viabilizar a implantação de uma plataforma de Inovação Aberta (Open Innovation), disponível a cientistas do mundo todo e acelerando as inovações nesta área. Até o momento, em todo o mundo, a ciência já identificou quase 800 genes relacionados ao autismo, porém muitos deles ainda são desconhecidos. Para este projeto, serão priorizadas famílias com baixa-renda comprovada e autistas clássicos (não sindrômico).